# Olivincsoport
Az olivincsoport ásványi a IV. Szilikátok ásványosztály nezo- vagy rétegszilikátok alosztályában önálló csoportot alkotnak. Jellemzőjük, hogy az SiO4 atomcsoportok közvetlenül nem kapcsolódnak össze. Az olivincsoport ásványai rombos rendszerben kristályosodnak. 
Általános képletük: A2SiO4, ahol A= Fe, Mg, Mn, Ni.

## Az olivincsoport ásványai

### Fayalit
- Fayalit.  Fe2+2SiO4.

- Sűrűsége:  4,39 g/cm³.

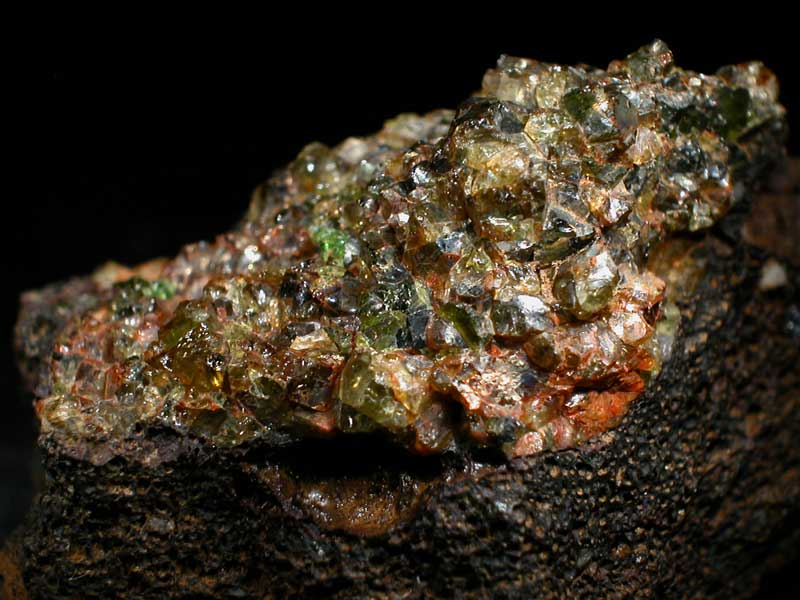
Fayalit kristályok

- Keménysége: 6,5 (a Mohs-féle keménységi skála szerint).
- Színe: zöldesbarna, fekete.
- Fénye: üvegfényű.
- Átlátszósága:  átlátszatlan vagy áttetsző.
- Pora:  fehér.
- Kémiai összetétele:
- Vas (Fe) =54,8%
- Szilícium (Si) =13,8%
- Oxigén (O) =31,4%

### Forsterit
- Forsterit Mg2SiO4.
- Sűrűsége:  3,27 g/cm³.
- Keménysége: 6,5-7,0 kemény ásvány (a Mohs-féle keménységi skála szerint).
- Színe: színtelen, fehér, zöld, sárga.

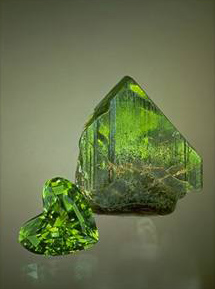
Forsterit kristályok

- Fénye: üvegfényű.

- Átlátszósága:  áttetsző.
- Pora:  fehér.
- Kémiai összetétele:
- Magnézium (Mg) =34,5%
- Szilícium (Si) =20,0%
- Oxigén (O) =45,5%

### Laihunit
- Laihunit Fe2+Fe3+2(SiO4)2.
- Sűrűsége:  3,92 g/cm³.
- Keménysége: 6,0 (a Mohs-féle keménységi skála szerint).
- Színe: sötétbarna, fekete.
- Fénye: félig fémesfényű.
- Átlátszósága:  átlátszatlan.
- Pora:  világosbarna.
- Kémiai összetétele:
- Vas (Fe) =47,6%
- Szilícium (Si) =16,0%
- Oxigén (O) =36,4%

### Liebenbergit
- Liebenbergit (Ni,Mg)2SiO4.
- Sűrűsége:  4,6 g/cm³.
- Keménysége: 6,0 (a Mohs-féle keménységi skála szerint).
- Színe:  sárgászöld.
- Fénye: üvegfényű.
- Átlátszósága:  áttetsző.
- Pora:  fehér.
- Kémiai összetétele:
- Nikkel (Ni) =45,8%
- Magnézium (Mg) =6,3%
- Szilícium (Si) =14,6%
- Oxigén (O) =33,3%

### Olivin
(Mg,Fe)2SiO4.

### Tefroit
- Tefroit Mn2SiO4.
- Sűrűsége:  4,25 g/cm³.
- Keménysége: 6,5 (a Mohs-féle keménységi skála szerint).
- Színe: szürke, olajzöld, vörös, vörösesbarna.
- Fénye: üvegfényű.
- Átlátszósága:  áttetsző.
- Pora:  fehér.
- Kémiai összetétele:
- Mangán (Mn) =54,4%
- Szilícium (Si) =13,9%
- Oxigén (O) =31,7%